# 陆良县
陆良县是中华人民共和国云南省曲靖市的一个县，爨文化的发源地。全县面积1989平方千米，2020年总人口59.93万人。

## 历史
汉武帝元封二年（前109年），置同劳县，属益州郡。蜀汉隶建宁郡。东晋更名为同乐县。隋开皇四年（584年），属昆州。唐天宝七年（748年）入南诏，为夔鹿弄川，属拓东节度。大理国前期为吾颜甸，隶阐善节度；后期为落温部，隶石城郡。元宪宗三年（1253年），立落温千户，属落蒙万户府。元至元十三年（1276年）改设为陆梁州，隶曲靖路，领芳华、河纳二县。明洪武二十二年（1389年）更名为六凉州。洪武三十一年（1398年）设六凉卫，属云南都指挥使司。永乐初年，省芳华、河纳二县入州。清康熙八年（1669年），裁撤六凉卫，移州治于卫城。1912年废州，置陆凉县。1913年更名为陆良县。1950年属宜良专区。1954年随宜良专区并入曲靖专区。1997年，曲靖撤地设市，属曲靖市。

## 行政区划
陆良县下辖2个街道办事处、7个镇、2个乡：
中枢街道、同乐街道、板桥镇、三岔河镇、马街镇、召夸镇、大莫古镇、芳华镇、小百户镇、活水乡、龙海乡和陆良华侨管理区。

## 经济
2022年，陆良县生产总值达343.63亿元，按可比价格计算，比上年增长8.3%。其中第一产业增加值90.71亿元，增长4.8%；第二产业增加值117.10亿元，增长13.4%；第三产业增加值135.82亿元，增长7.3%。三次产业结构为26.4∶34.1∶39.5。人均生产总值57,903元。城乡常住居民人均可支配收入分别为39,538元、20,728元。职工年平均工资92,268元。地方一般公共预算收入9.72亿元，人均1,638元。地方一般公共预算支出33.60亿元，人均5,662元。

## 风景名胜
- 大觉寺
- 爨龙颜碑
- 彩色沙林
- 五峰山国家森林公园

## 人口
2020年第七次人口普查结果，陆良县总人口（常住人口）共有599,266人，城镇人口234,000人（占39.05%），乡村人口365,266人（占60.95%）。共有男性309,899人、女性289,367人，性别比为107.10。0—14岁人口共131,591人（占21.96%），15—59岁人口共376,679人（占62.86%），60岁及以上人口共90,996人（占15.18%），其中65岁及以上人口共67,783人（占11.31%）。大学专科学历及以上人口有49,908人，15岁以上的文盲有47,843人，占15岁以上人口的10.23%。

## 交通
- 汕昆高速、 滇中环线高速、易弥高速、 248国道、 324国道、 326国道过境。
- 南昆铁路：陆良站
- 陆良机场